# Steuerhaus (Memmingen)

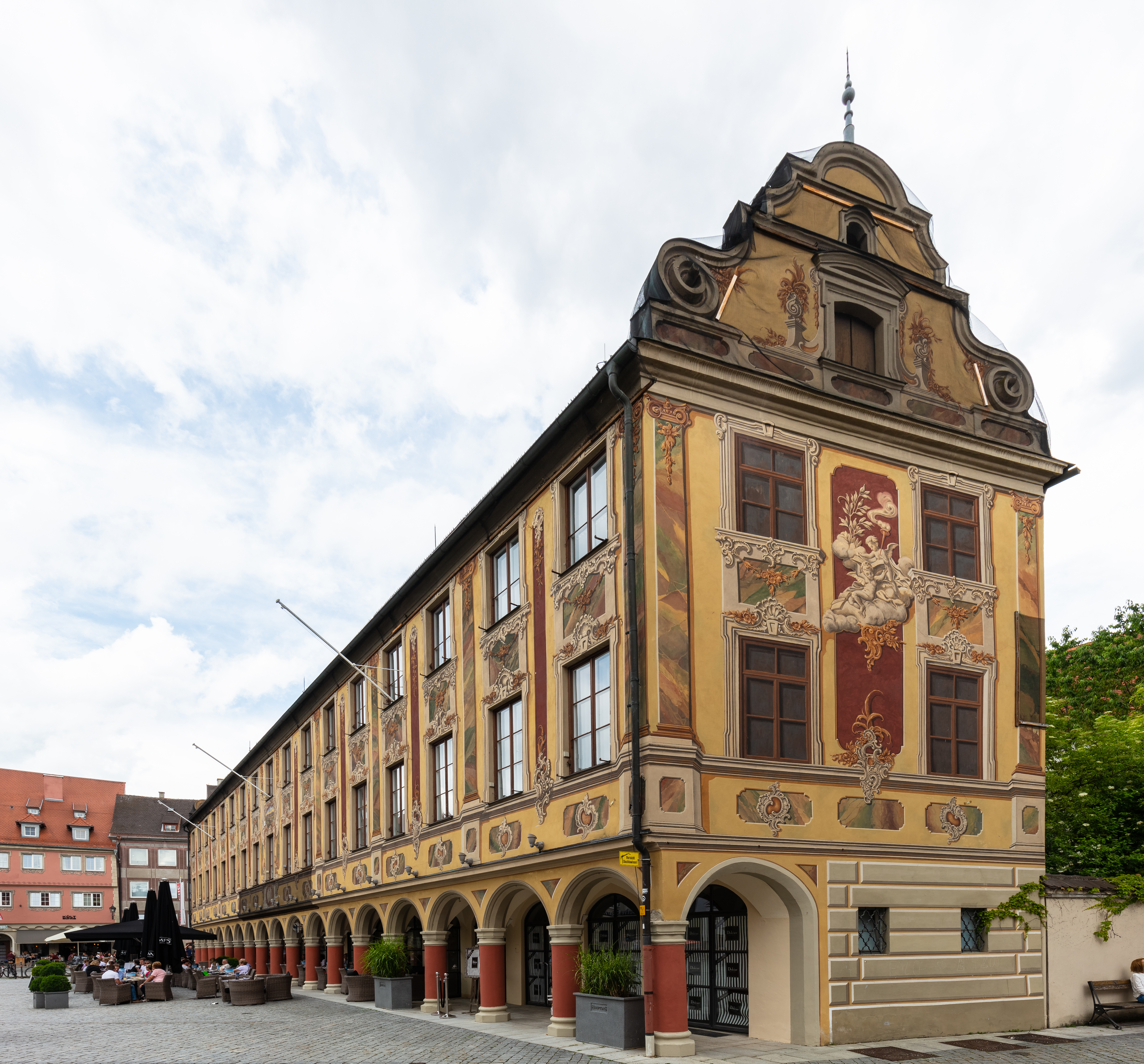
Das Steuerhaus von der Vorderseite

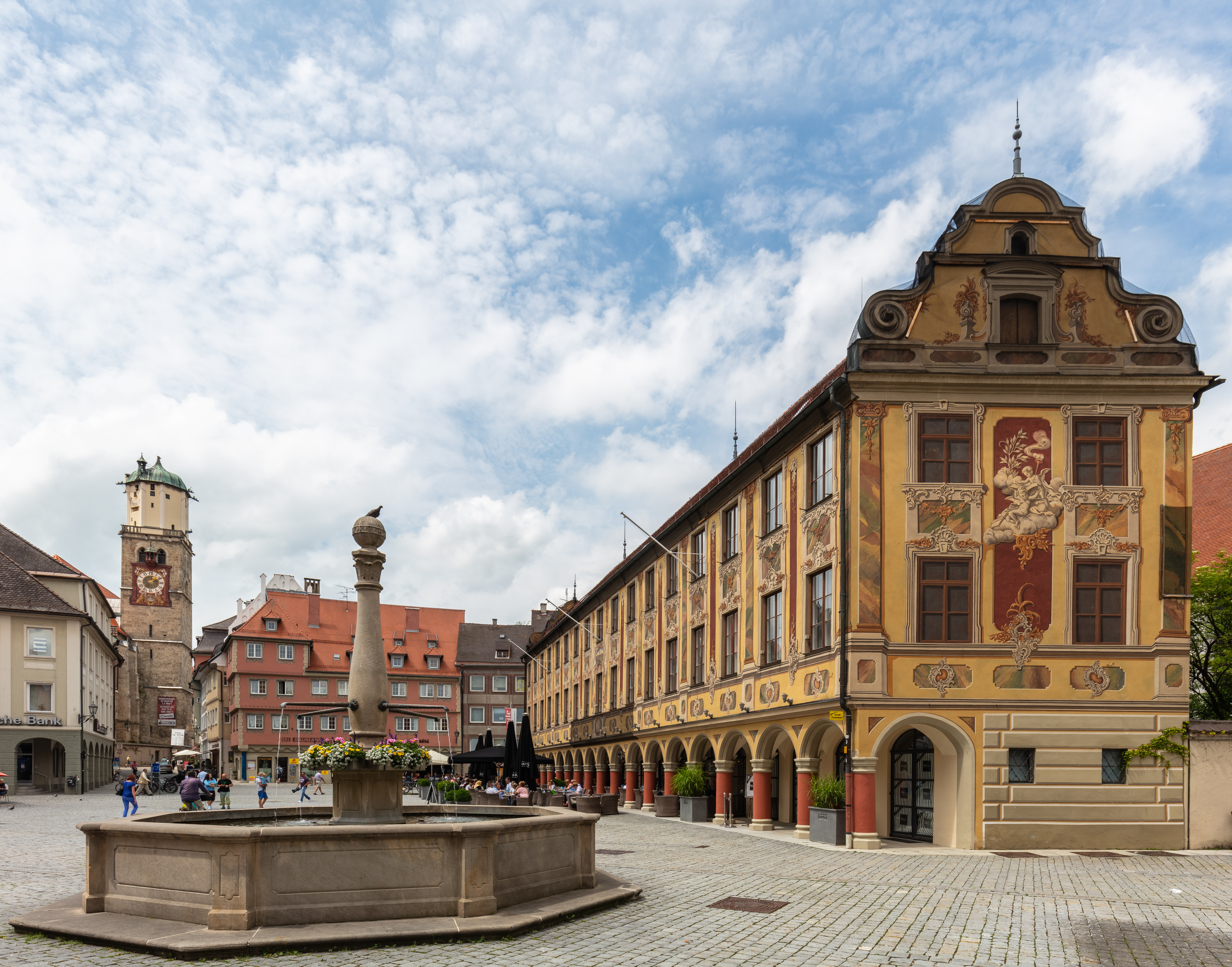
Steuerhaus auf dem Marktplatz

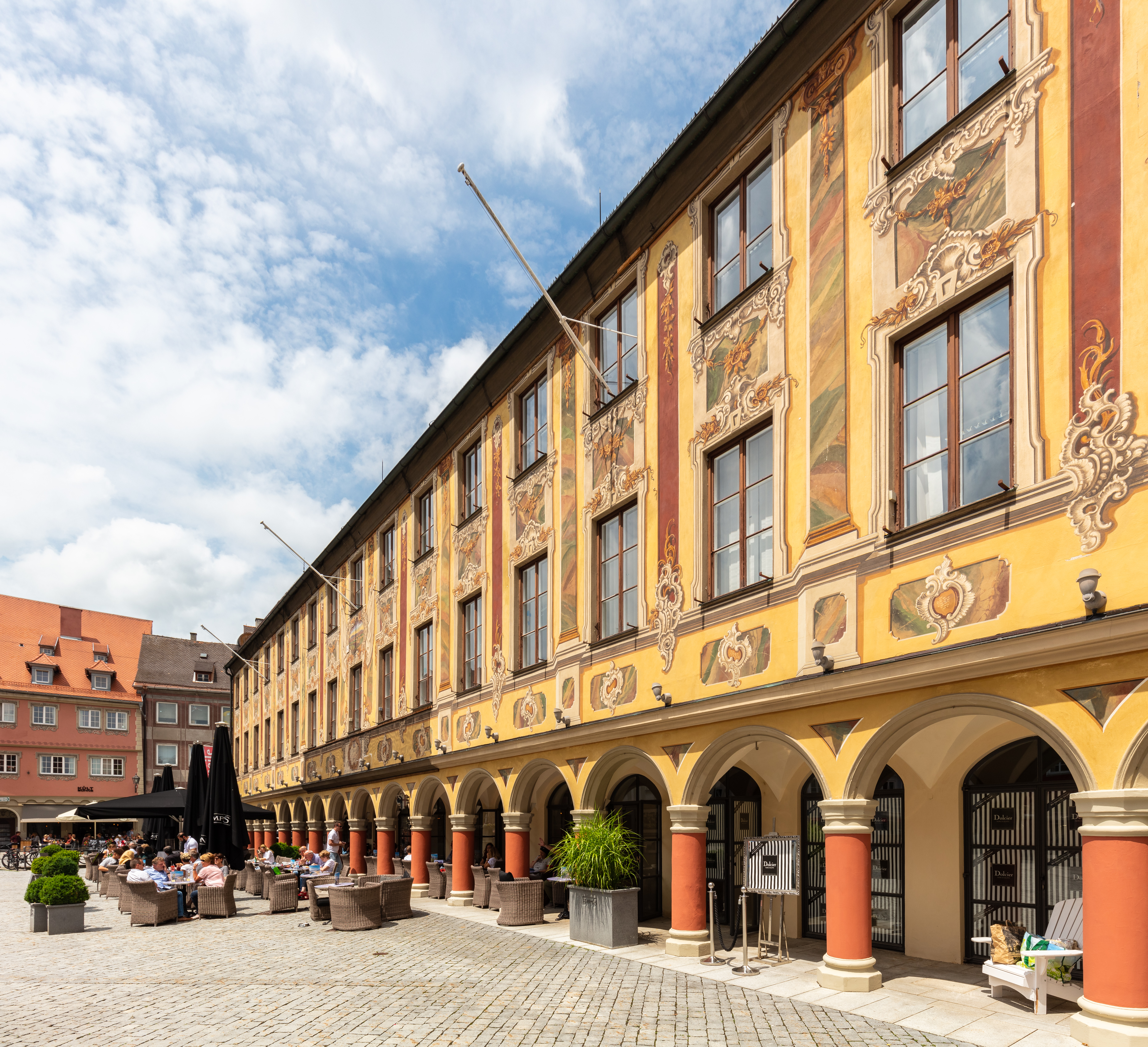
Fassade

Das Steuerhaus ist ein mittelalterliches Verwaltungsgebäude der oberschwäbischen kreisfreien Stadt Memmingen in Bayern.

## Lage
Das Steuerhaus steht zentral am Marktplatz (Haus Nr. 16) und nimmt fast die gesamte Nordseite ein. Links davon befindet sich der ehemalige Fischmarkt, rechts das Rathaus und dahinter das ehemalige Augustinerkloster mit dem Innenhof der heutigen Pfarrei St. Johann Baptist.

## Geschichte
Das Steuerhaus wurde 1494/95 als Verwaltungsgebäude der damals noch Freien Reichsstadt Memmingen errichtet. Es beherbergte in den oberen Geschossen den Geheimen Rat und die Finanzverwaltung. Im Erdgeschoss befanden sich Läden. An das Steuerhaus schloss sich der vierstöckige Münzturm an, der 1863 als Treppenhaus umgebaut und teilweise abgebrochen wurde. Bis zum Ende der Reichsstadt wurde das Gebäude als Steuerhaus genutzt. Seit 1805 beherbergte es viele verschiedene Ämter. Heute befinden sich im Erdgeschoss ein Café und ein Schmuckgeschäft. Im ersten und zweiten Stock ist das Sozialamt der Stadt untergebracht.

## Bauliche Geschichte
Bei der Errichtung war das Gebäude einstöckig und hatte 20 Rippenbögen. 1522/63 wurden drei Bögen an der rechten Seite des Hauses abgebrochen, um dem Rathaus einen würdigeren Rahmen zu geben. 1708 wurde es um ein Stockwerk erhöht. Zu seiner Entstehungszeit war es ein profaner unverputzter Ziegelbau. Die heutige neubarocke Bemalung konnte 1909 aufgrund des Vermächtnisses der Bürgermeisterswitwe Rosa von Zoller vollendet und mit einer gemalten neubarocken Stadtansicht in der Mitte des Gebäudes versehen werden. Es verbindet den Rathausvorplatz mit dem westlichen Fischmarkt.

## Baubeschreibung

### Außen

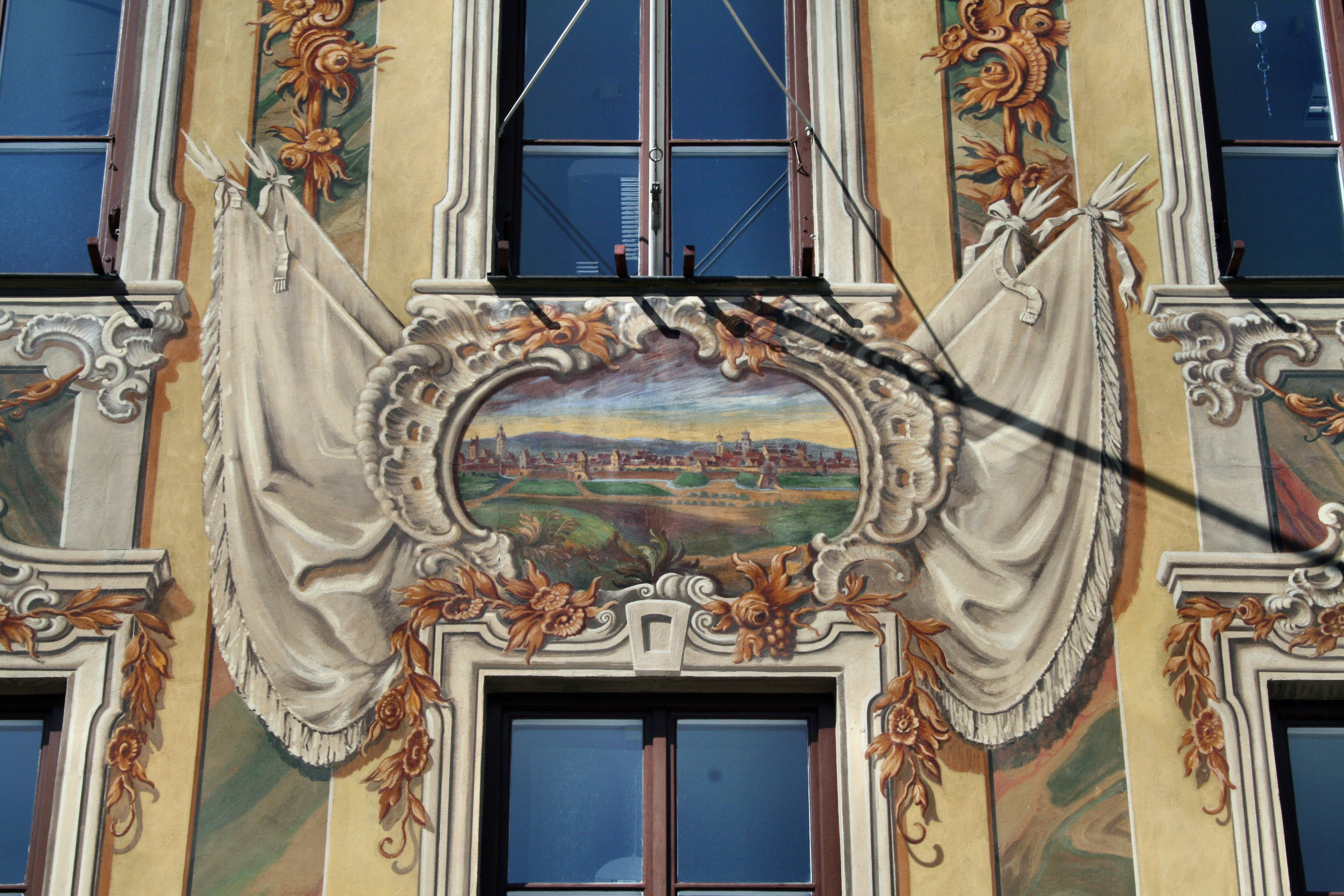
Ansicht der Stadt am Steuerhaus

Das Gebäude an der Nordseite des Marktplatzes besitzt einen Laubengang mit Rundbögen und ist überwiegend  ockerfarbig bemalt. In der Mitte der Vorderfront ist auf Höhe des ersten Stockes eine Stadtansicht vom ausgehenden 19. Jahrhundert zu sehen, ansonsten herrschen barocke Muster mit Muscheln und Rocaillen vor. Die vielen Fenster sind im Sommer mit rotblühenden Geranien geschmückt. Die Rückseite ist nur vom Garten des ehemaligen Augustinerklosters aus zu sehen und besitzt keine Fenster. Die Stirnseiten sind mit barocken geschwungenen Giebeln verziert; Fenster sind nur aufgemalt. Der Eingang des Steuerhauses ist der ehemalige Münzturm.

### Innen
Durch das Treppenhaus im ehemaligen Münzturm sind die beiden Stockwerke zu erreichen. Diese besitzen einen schmalen Gang, der sich über die gesamte Hauslänge erstreckt. Rechts in Richtung Marktplatz befinden sich die Amtsstuben. Die erste Tür im ersten Stock ist reich mit Schnitzwerk verziert. Die übrigen Türen der Amtsstuben sind meist neueren Datums und besitzen keinerlei Schmuck.